# Звездовик рыжеватый
Звездови́к рыжева́тый, также земляна́я звезда́ краснова́тая (лат. Geastrum rufescens) — вид грибов, включённый в род Звездовик (Geastrum) семейства Звездовиковые (Geastraceae).

## Описание
Один из самых крупных представителей рода. Молодые плодовые тела полуподземные, почти шаровидные или яйцевидные, с вросшими кусочками древесины. При раскрывании экзоперидий звездообразно разрывается на 5—8(11) лучей, 3—10(12) см в диаметре, при распрямлении до 16,5 см, лучи обычно изогнуты концом книзу, изредка распростёртые. Окраска обнажившейся поверхности экзоперидия сначала беловато-бежеватая, вскоре приобретает отчётливый красноватый оттенок, у старых грибов тёмно-коричневая. Мякоть экзоперидия светло-бежевая, на воздухе медленно приобретает становится винно-красной.
Эндоперидий, окружающий глебу, обычно почти шаровидный, приподнят над экзоперидием на короткой ножке, мелкобархатистый, у молодых грибов беловатый, затем буроватый и коричневый. Перистом сосцевидный, ширококонический или плоский. При созревании спор глеба коричневатая.
Споры в массе коричневые, шаровидной формы, с бородавчатой поверхностью, 5—6 мкм в диаметре.
Не имеет пищевого значения, считается несъедобным грибом.

### Сходные виды
Звездовик рыжеватый обычно легко определяется по красноватому оттенку плодовых тел, однако атипичные грибы могут походить на другие виды:
- Geastrum fimbriatum Fr., 1829 — Звездовик бахромчатый — помимо окраски отличается также лишённым ножки эндопердием, тёмно-серовато-коричневой зрелой глебой, спорами 3—4 мкм в диаметре.
- Geastrum coronatum Pers., 1801 — Звездовик увенчанный — отличается гладким эндоперидием, у молодых грибов с бежевым тонким слоем тонкостенных ветвистых гиф, быстро исчезающим и обнажающим чёрно-коричневую поверхность. Ножка этого вида чёрно-коричневая.
- Geastrum smardae V.J.Stanek, 1956 изредка обладает красноватой окраской, отличается толстым мицелиальным слоем, в который никогда не врастают кусочки древесины, а также гладким эндоперидием.

## Экология
Произрастает в лесах и зарослях кустарников, на богатой известью, часто песчаной почве, иногда на песке.
Споры созревают к осени.

## Таксономия

### Синонимы
- Geastrum readeri Cooke & Massee, 1888
- Geastrum schaefferi Vittad., 1842
- Geastrum vulgatum Vittad., 1842